# Погодин, Ефим Васильевич
Ефим Васильевич Погодин (12 апреля 1901 — 3 августа 1970, Москва) — зоотехник колхоза имени 12-й годовщины Октября Ухтомского района Московской области, Герой Социалистического Труда (25.09.1948).

## Биография
Получил среднее зоотехническое и ветеринарное образование. С 1936 года работал зоотехником в колхозе с. Выхино Ухтомского района (с 1940 года колхоз имени 12-й годовщины Октября).
С 15.12.1941 по 1945 год служил в РККА, старший конюх 104-го отдельного дорожно-строительного батальона 3-й гвардейской армии, участник войны (Северо-Западный, 2-й Прибалтийский, 1-й Украинский фронты). Награждён медалью «За боевые заслуги» (20.03.1945).
После демобилизации вернулся в свой колхоз на прежнюю должность и начал работу по восстановлению поголовья скота.
В 1947 году численность крупного рогатого скота превысила довоенный уровень. Поголовье свиней составило 163 головы. Получено по 25 поросят на каждую свиноматку. За эти достижения присвоено звание Героя Социалистического Труда (25.09.1948) (вместе с председателем колхоза Иваном Семёновичем Морозовым).
В августе 1949 года — 226 свиней, 63 коровы, из них 33 дойных — от них в 1948 году получено по 3861 кг молока, 330 голов птицы, 53 рабочие лошади. За это награждён вторым орденом Ленина (24.06.1949). Третий орден Ленина получил Указом от 18.09.1950.
С 1950 года зоотехник укрупнённого колхоза имени Ворошилова Ухтомского района. В Журнале «Социалистическое животноводство», 1951, том 13, стр. 12 о нём сказано:

Правильным зоотехническим руководством, организацией заботливого ухода за скотом, хорошего кормления и водопоя, расплода животных, выращивания и сохранения молодняка он обеспечил получение устойчивых высоких удоев коров, привесов молодняка и свиней на откорме.
Сочинения:
- Опыт свинофермы подмосковного колхоза [Текст] : [Колхоз им. 12 годовщины Октября Ухтом. района] / Е. Погодин, Герой соц. труда. — [Москва] : Изд. и тип. изд-ва «Моск. рабочий», 1949. — 76 с. : портр.; 20 см.